# デカカルボニル二マンガン
デカカルボニル二マンガン（デカカルボニルにマンガン、英: decacarbonyldimanganese）は、化学式が Mn2(CO)10 と表されるマンガンの錯体である。この金属カルボニルはマンガンの有機金属化学において重要な試薬である。

## 合成
この化合物は初め、CO 雰囲気下でマンガンヨウ化物をマグネシウムで還元することにより低収率で得られた。より効率的な方法は、200気圧の CO 雰囲気下で無水 MnCl2 をナトリウム-ベンゾフェノンケチルによって還元する方法である。安価なトリカルボニルメチルシクロペンタジエニルマンガン (MMT) の有用性は、Mn2(CO)10 の合成ルートをより低圧で行えるようにしたことである。

## 構造
Mn2(CO)10 は架橋 CO 配位子をもたないため、(CO)5Mn-Mn(CO)5 と表すこともできる。これは2種類の CO 配位子をもつ。それぞれの Mn に関して1つの CO が Mn-Mn 結合と同軸にあり、4つの CO が Mn-Mn 結合と直交している。安定な回転異性体は、2つの Mn(CO)5 ユニットがねじれ形配座のものである。そのため分子全体の対称性は、一般的でない D4d 点群に属する。

## 反応
Mn2(CO)10 は空気に対して安定な結晶性の固体だが、溶液にはシュレンク管操作法を必要とする。これは有機合成で限られた利用法が存在する。特徴的な反応としては以下のような反応がある。
- Mn2(CO)10 の還元によって、塩として分離されうるペンタカルボニルマンガンアニオンを与える。

Mn2(CO)10 + 2 Na → 2 Na[Mn(CO)5]
このアニオンは用途の広い求核剤である。これをプロトン化すると水素化物 [HMn(CO)5] が得られ、メチル化すると [(CH3)Mn(CO)5] が得られる。
- Mn2(CO)10 をハロゲン化すると Mn-Mn 結合の切断が起こる。

Mn2(CO)10 + Br2 → 2[Mn(CO)5Br]

## 安全性
Mn2(CO)10 は揮発性の金属の供給源であり、CO の供給源である。